# The Altar of Love
The Altar of Love è un cortometraggio muto del 1910 diretto da Maurice Costello e Robert Gaillard.

## Trama
Trama di Moving Picture World synopsis in (EN)  su IMDb

## Produzione
Il film fu prodotto dalla Vitagraph Company of America.

## Distribuzione
Distribuito dalla General Film Company, il film uscì nelle sale cinematografiche statunitensi l'11 giugno 1910.